# Friskan
Friskan är en sjö i Pargas stad i Finland.   Den ligger i landskapet Egentliga Finland, i den sydvästra delen av landet, 200 km väster om huvudstaden Helsingfors. Friskan ligger 15 meter över havet. Arean är 12,1 hektar och strandlinjen är 1,72 kilometer lång. Sjön  ingår i Norra Skärgårdshavets avrinningsområde.   Den ligger på ön Keistiö. I omgivningarna runt Friskan växer i huvudsak barrskog.